# Гили Нетанел
Гили Нетанел (хебр. גילי נתנאל, романизовано Gili Netanel; Ришон Лецион, 1977) некадашњи је израелски певач који је у дуету са Галит Бург представљао Израел на Песми Евровизије 1989. у Лозани, са песмом Derekh Hamelekh (у преводу Краљев пут). Песма је заузела 12. место са 50 освојених бодова. Гили је у то време имао свега 11 година, поставши тако најмлађим представником Израела на том такмичењу у његовој историји. Исте године ЕБУ је забранила учешће особама млађим од 16 година. 
Исте године Гили је објавио први студијски албум који није наишао на позитивне реакције домаће публике. Након завршене средње школе преселио се у Лондон где је почео да ради за софтверску компанију Apple.